# 米莱·伊利奇
米莱·伊利奇（1984年6月2日—），塞尔维亚职业篮球运动员，曾效力于美国NBA联盟。他在2005年的NBA选秀中第2轮第13顺位被新泽西篮网选中。